# چوبک شیطان
چوبک شیطان (نام علمی: Anisomorpha buprestoides) نام یک گونه از تیره چوبک‌های راه‌راه است.